# 칸다부주
칸다부주(Kadavu Province)는 피지를 구성하는 14개 주 가운데 하나로 면적은 478km2, 인구는 10,167명(2007년 기준)이다. 행정 구역상으로는 동부구에 속한다. 칸다부섬, 오노섬과 그 외의 섬들을 관할한다.